# Colli del Trasimeno bianco frizzante
Il Colli del Trasimeno bianco frizzante è un vino DOC la cui produzione è consentita nella provincia di Perugia.

## Caratteristiche organolettiche
- colore: paglierino più o meno intenso, talvolta con riflessi verdognoli.
- odore: delicato, fresco, fruttato
- sapore: asciutto, fresco armonico

## Abbinamenti consigliati
fg

## Produzione
Provincia, stagione, volume in ettolitri
- nessun dato disponibile